# Эшлин Гир
Э́шлин Гир (англ. Ashlyn Gere, настоящее имя — Кимберли Эшлин Маккарни, англ. Kimberly Ashlyn McKarny; род. 14 сентября 1959, Хэвлок, Калифорния) — бывшая американская порноактриса, известная также своим творчеством в сфере кинематографа.
Снималась в гетеросексуальных и лесбийских порнофильмах, а также исполняла роли популярных телесериалах. Гир была включена в залы славы — AVN Awards и XRCO Award. Наиболее известна в популярном кино по ролям в научно-фантастических сериалах «Секретные материалы» и «Космос: Далёкие уголки».

## Биография
Гир родилась в Северной Калифорнии, но в 3 года её семья переехала Лас-Вегас, штат Невада. По национальности американка шотландского происхождения. Там она поступила в Университет Невады в Лас-Вегасе по специальности театральное искусство и коммуникации. По словам Эшлин, девственность она потеряла в 18 лет, в машине своего парня.

### Карьера
Гир начинала свой творческий путь с фильмов категории B. В 1987 году, под именем Ким Макками (англ. Kim McKamy), она исполнила роль в фильме ужасов «Крипозоиды». Под именем Кимберли Паттон (англ. Kimberly Patton) она принимала участие в сериалах «Космос: Далёкие уголки» и «Тысячелетие», а также в фильмах «Противостояние» и «Уиллард». Также она снялась в сериале «Секретные материалы», эпизод «Кровь».
В 1990 году началась её карьера в порнографии. Есть почти 200 порнофильмов и видео, в которых она участвовала, в промежуток с 1990 до 2003 года. Она была удостоена многих наград в области порноиндустрии.

## Награды
| Год  | Церемония | Категория                        | Работа                                      | Результат |
| ---- | --------- | -------------------------------- | ------------------------------------------- | --------- |
| 1991 | AVN       | Лучшая актриса (фильм)           | Chameleons                                  | Победа    |
| 1991 | AVN       | Лучшая актриса (видео)           | Two Women                                   | Победа    |
| 1992 | F.O.X.E   | Любимая поклонница женского пола |                                             | Победа    |
| 1992 | XRCO      | Лучшая актриса (мастурбация)     | Chameleons                                  | Победа    |
| 1992 | XRCO      | Лучшая парная сцена              | Chameleons                                  | Победа    |
| 1992 | XRCO      | Лучшие лесбийское порно          | Chameleons                                  | Победа    |
| 1992 | XRCO      | Лучшая исполнительница года      |                                             | Победа    |
| 1993 | AVN       | Лучшие лесбийское порно (фильм)  | Chameleons (с Дидри Холланд)                | Победа    |
| 1993 | AVN       | Лучшая групповая сцена (видео)   | Realities 2 (с Марком Уаллисом и T. T. Boy) | Победа    |
| 1993 | AVN       | Лучшая исполнительница года      |                                             | Победа    |
| 1993 | F.O.X.E   | Любимая поклонница женского пола |                                             | Победа    |
| 1994 | F.O.X.E   | Любимая поклонница женского пола |                                             | Победа    |
| 1995 | AVN       | Лучшая актриса (фильм)           | The Masseuse 2                              | Победа    |
| 1995 | AVN       | Лучшая актриса (видео)           | Body & Soul                                 | Победа    |
| 1995 | AVN       | Лучшая парная сцена (видео)      | Body & Soul (с Майком Хорнером)             | Победа    |
| 2003 | AFWG      | Лучшая актриса (видео)           | Crime & Passion                             | Победа    |

- Зал Славы AVN Awards[7]
- Зал славы XRCO